# Фінал кубка Англії з футболу 1937
Фінал кубка Англії з футболу 1937 — 62-й фінал найстарішого футбольного кубка у світі. Учасниками фіналу були «Престон Норт-Енд» і «Сандерленд». Володарем кубкового трофею став «Сандерленд».

## Шлях до фіналу
| «Сандерленд»              | «Сандерленд» | «Сандерленд»                                                                     | Раунд           | «Престон Норт-Енд»     | «Престон Норт-Енд» | «Престон Норт-Енд»       |
| ------------------------- | ------------ | -------------------------------------------------------------------------------- | --------------- | ---------------------- | ------------------ | ------------------------ |
| Суперник                  | Результат    | Матчі                                                                            |                 | Суперник               | Результат          | Матчі                    |
| «Саутгемптон»             | 3—2          | 3—2 на виїзді                                                                    | Третій раунд    | «Ньюкасл Юнайтед»      | 2—0                | 2—0 вдома                |
| «Лутон Таун»              | 5—3          | 2—2 на виїзді, 3—1 вдома (перегравання)                                          | Четвертий раунд | «Сток Сіті»            | 5—1                | 5—1 вдома                |
| «Свонсі Сіті»             | 3—0          | 3—0 вдома                                                                        | П'ятий раунд    | «Ексетер Сіті»         | 5—3                | 5—3 вдома                |
| «Вулвергемптон Вондерерз» | 7—3          | 1—1 вдома, 2—2 на виїзді (перегравання), 4—0 на нейтральному полі (перегравання) | Шостий раунд    | «Тоттенгем Готспур»    | 3—1                | 3—1 на виїзді            |
| «Міллволл»                | 2—1          | 2—1 на нейтральному полі                                                         | 1/2 фіналу      | «Вест-Бромвіч Альбіон» | 4—1                | 4—1 на нейтральному полі |

## Матч
| 1 травня 1937 |

| Сандерленд                        | 3:1      | Престон Норт-Енд |
| --------------------------------- | -------- | ---------------- |
| Герні 52' Картер 73' Бербенкс 78' | Протокол | Ф.О'Доннелл 38'  |

| Вемблі, Лондон Глядачів: 93 495 Арбітр: Р.Г.Радд |

|  |  |

|                  |  |                 |  |
|                  |  |                 |  |
| В                |  | Джонні Мепсон   |  |
| З                |  | Алекс Голл      |  |
| З                |  | Джиммі Горман   |  |
| ПЗ               |  | Сенді Макнаб    |  |
| ПЗ               |  | Берт Джонстон   |  |
| ПЗ               |  | Чарльз Томсон   |  |
| Н                |  | Едді Бербенкс   |  |
| Н                |  | Патрік Галлачер |  |
| Н                |  | Боббі Герні     |  |
| Н                |  | Рейч Картер (к) |  |
| Н                |  | Лен Данс        |  |
| Головний тренер: |  |                 |  |
| Джонні Кочрейн   |  |                 |  |

|                  |  |                      |  |
|                  |  |                      |  |
| В                |  | Мік Бернс            |  |
| З                |  | Енді Бітті           |  |
| З                |  | Френк Галлімоур      |  |
| ПЗ               |  | Джиммі Мілн          |  |
| ПЗ               |  | Біллі Тремеллінг (к) |  |
| ПЗ               |  | Білл Шенклі          |  |
| Н                |  | Г'ю О'Доннелл        |  |
| Н                |  | Віллі Фаган          |  |
| Н                |  | Френк О'Доннелл      |  |
| Н                |  | Джо Бересфорд        |  |
| Н                |  | Джиммі Дугал         |  |
| Головний тренер: |  |                      |  |
| Томмі Муіргед    |  |                      |  |